# Parole et Utopie
Pour plus de détails, voir Fiche technique et Distribution.
Parole et Utopie (Palavra e Utopia) est un film portugais réalisé par Manoel de Oliveira, sorti en 2000.

## Synopsis
Le film relate la vie du prêtre jésuite portugais António Vieira, qui vit au XVIIe siècle.

## Fiche technique
- Titre : Parole et Utopie
- Titre original : Palavra e Utopia
- Réalisation : Manoel de Oliveira
- Scénario : Manoel de Oliveira
- Société de production : Gémini Films
- Pays :  Portugal,  Espagne,  Italie,  France et  Brésil
- Format : couleurs - Dolby - 35 mm
- Genre : biopic et historique
- Durée : 130 minutes
- Date de sortie : 2000

## Distribution
- Lima Duarte : père António Vieira (vieux)
- Luís Miguel Cintra : père António Vieira (adulte)
- Ricardo Trêpa : père António Vieira (jeune)
- Miguel Guilherme : père Jose Soares
- Leonor Silveira : reine Christina
- Renato De Carmine : père Jeronimo Cattaneo
- Diogo Dória : chef inquisiteur
- Paulo Matos : notaire
- António Reis : Accuser
- Canto e Castro : gouverneur
- José Pinto : Provincial
- José Manuel Mendes : inquisiteur
- Rogério Vieira : roi João IV
- Duarte de Almeida : pape Clément X
- Ronaldo Bonacchi : père Bonnuci